# Luís Manuel da Silva Pais
Luís Manuel da Silva Pais foi um administrador colonial. Foi governador da capitania de São Pedro do Rio Grande do Sul, de 1763 a 1764.